# Lampranthus algoensis
Lampranthus algoensis är en isörtsväxtart som beskrevs av L. Bol. Lampranthus algoensis ingår i släktet Lampranthus och familjen isörtsväxter. Inga underarter finns listade i Catalogue of Life.